# William Ernest Hocking

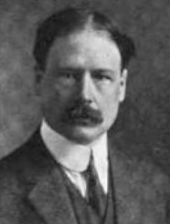
William Ernest Hocking

William Ernest Hocking (1 de Agosto de 1873, Cleveland, Ohio - 12 de Junho de 1966, Madison, New Hampshire) foi um filósofo idealista estadunidense. 

## Carreira
Ele continuou o trabalho de seu professor filosófico Josiah Royce (o fundador do idealismo americano) na revisão do idealismo para integrar e se encaixar no empirismo, naturalismo e pragmatismo. Ele dizia que a metafísica tem que fazer induções a partir da experiência: "O que não funciona não é verdade". Seu principal campo de estudo foi a filosofia da religião, mas seus 22 livros incluíram discussões sobre filosofia e direitos humanos, política mundial, liberdade de imprensa, psicologia filosófica da natureza humana; educação; e muito mais. Em 1958 ele serviu como presidente da Sociedade Metafísica da América. Ele liderou um estudo altamente influente sobre missões em igrejas protestantes em 1932. Seu "Inquérito dos Leigos" recomendava uma maior ênfase na educação e no bem-estar social, transferência de poder para grupos locais, menos dependência da evangelização e da conversão e um apreço muito mais respeitoso pelas religiões locais.

## Estudo das missões
Em 1930-1932, ele liderou a Comissão de Avaliação, que estudou o trabalho missionário estrangeiro de seis denominações protestantes na Índia, Birmânia, China e Japão. Os missionários protestantes vinham fazendo trabalho evangelístico na Ásia desde o século XIX, mas vários grupos notaram a queda das doações e a resistência nacionalista, sugerindo que mudanças poderiam ser necessárias.
O relatório da comissão, intitulado Re-Thinking Missions: A Laymen's Inquiry after One Hundred Years (1932) e conhecido como o "relatório Hocking", refletiu a mudança de ideias sobre o papel dos missionários ocidentais em outras culturas e gerou um debate feroz. Os membros da Comissão viajaram para cidades asiáticas para se encontrar com missionários e pessoas locais. Enquanto estava na China, Hocking consultou Pearl S. Buck, que estava desenvolvendo uma crítica semelhante às missões e que mais tarde jogou seu apoio por trás do relatório da comissão.  A Comissão recomendou uma maior ênfase na educação e no bem-estar, transferência de poder para grupos locais, menor dependência da evangelização, com apreço respeitoso pelas religiões locais. Um objetivo relacionado recomendado foi a transição de lideranças e instituições locais. A comissão também recomendou a reorganização nos EUA para coordenar e concentrar os esforços missionários, criando uma única organização para missões protestantes.

## Obra filosófica
Na filosofia política, Hocking afirmava que o liberalismo deveria ser substituído por uma nova forma de individualismo em que o princípio é: "todo homem será um homem inteiro".  Ele acreditava que os seres humanos têm apenas um direito natural: "um indivíduo deve desenvolver os poderes que estão nele".  A liberdade mais importante é "a liberdade de aperfeiçoar a própria liberdade". Ele considerava o cristianismo um grande agente na construção da civilização mundial. Mas ele acreditava que nenhum dogma era o caminho para o conhecimento religioso; pelo contrário, desenvolve-se no contexto da experiência humana individual.
Ele seguiu muitos filósofos alemães de seu tempo, que foram muito influentes. Enquanto estudava na Alemanha, assistiu a palestras de Wilhelm Dilthey, Paul Natorp, Edmund Husserl, Wilhelm Windelband e Heinrich Rickert. Defensor ferrenho do idealismo nos Estados Unidos, Hocking foi crítico para pensar sobre seu significado para "religião", "história" ou "superpessoal". Em muitos aspectos, ele concordou com Wilhelm Luetgert, um crítico alemão do idealismo; no entanto, ele não abandonou sua posição. Hocking acreditava que nada do que "poderia ser" era, em última análise, irracional. Ele declarou que não havia incognoscível no "que era".

### Pragmatismo negativo
Talvez a contribuição mais importante de Hocking para a filosofia seja o "pragmatismo negativo", o que significa que o que "funciona" pragmaticamente pode ou não ser verdade, mas o que não funciona deve ser falso. Como afirmam Sahakian e Sahakian, "... se uma ideia não funciona, então ela não pode ser verdadeira, porque a verdade sempre funciona...".  Não só este é um critério de verdade, mas é uma definição. Estipula que a verdade é uma constante – "a verdade sempre funciona". A análise sahakiana indica que o que podemos pensar ser verdade pode ser apenas uma ilusão – "o que parece estar funcionando pode ou não ser verdade". Como exemplo, dizer que o sol está nascendo ou se pondo, embora aparentemente verdadeiro visualmente, é falso porque a aparência se deve ao movimento da Terra, não ao sol se movendo para cima ou para baixo em relação à Terra. Essa ilusão fez com que os antigos acreditassem falsamente em um universo geocêntrico, em vez da visão heliocêntrica atualmente aceita.
O critério de Hocking foi corroborado em meados do século 20 por Richard Feynman, físico ganhador do Prêmio Nobel. Feynman afirma que qualquer coisa descrita como verdadeira "... nunca poderia ser provado certo, porque o experimento de amanhã poderia conseguir provar errado o que você achava certo..." e, "... se discorda da experiência, está errado". Finalmente, Sahakian e Sahakian notam inadequações e aplicação limitada a todos os outros critérios de verdade que apresentam, mas não denigrem o pragmatismo negativo. Encontrar uma inadequação em qualquer critério é invocar o pragmatismo negativo. Denotar uma falha em qualquer critério é mostrar como ele "discorda do experimento" (Feynman) e/ou "não funciona" (Hocking). Por esse meio, eles usam o pragmatismo negativo como o critério de fato pelo qual todos os outros critérios são julgados.

## Obras
Suas obras, que enfatizavam particularmente os aspectos religiosos da Filosofia, incluem:
- 1912, The Meaning of God in Human Experience, texto online no Internet Archive. O livro passou por 14 edições.[6]
- 1918, Morale and Its Enemies, texto online no Internet Archive
- 1926, Man and the State, Yale University Press
- 1929, Types of Philosophy, (NY: Charles Scribner and Sons). This book went through three editions.
- 1932, William Ernest Hocking, Re-Thinking Missions: A Laymen's Inquiry After One Hundred Years (report of Commission of Appraisal), online electronic text at Internet Archive
- 1938, Living Religions and a World Faith, publicação de suas Hibbert Lectures de 1936 em Oxford e Cambridge na Inglaterra.
- 1956, The Coming World Civilisation, que Hocking descreveu como "a conspectus of a life's thought," ainda estava no prelo na década de 1980.